# Hispaniola
Hispaniola (Spaans La Española) is een eiland in de Caribische Zee. Ten noordwesten van het eiland ligt Cuba, gescheiden door de Windward Passage, ten westen Jamaica en ten oosten ligt Puerto Rico met ertussen de Monapassage. In het zuiden ligt de Caribische Zee en in het noorden de Atlantische Oceaan, voorbij de Turks- en Caicoseilanden. De eilanden Hispaniola, Cuba, Jamaica en Puerto Rico vormen samen de Grote Antillen. Hispaniola is na Cuba het grootste eiland van de Antillen.
Op Hispaniola zijn twee staten gevestigd. Op het westelijke deel bevindt zich de staat Haïti; in het midden en op het oostelijke deel ligt de Dominicaanse Republiek die twee derde van het eiland beslaat.
| Vlag | Wapen | Naam                   | Hoofdstad      | Oppervlakte | Taal   | Munteenheid       | UTC |
| ---- | ----- | ---------------------- | -------------- | ----------- | ------ | ----------------- | --- |
|      |       | Haïti                  | Port-au-Prince | 27.750 km²  | Frans  | Haïtiaanse gourde | -5  |
|      |       | Dominicaanse Republiek | Santo Domingo  | 48.192 km²  | Spaans | Dominicaanse peso | -4  |

## Geschiedenis

#### De eerste bewoners

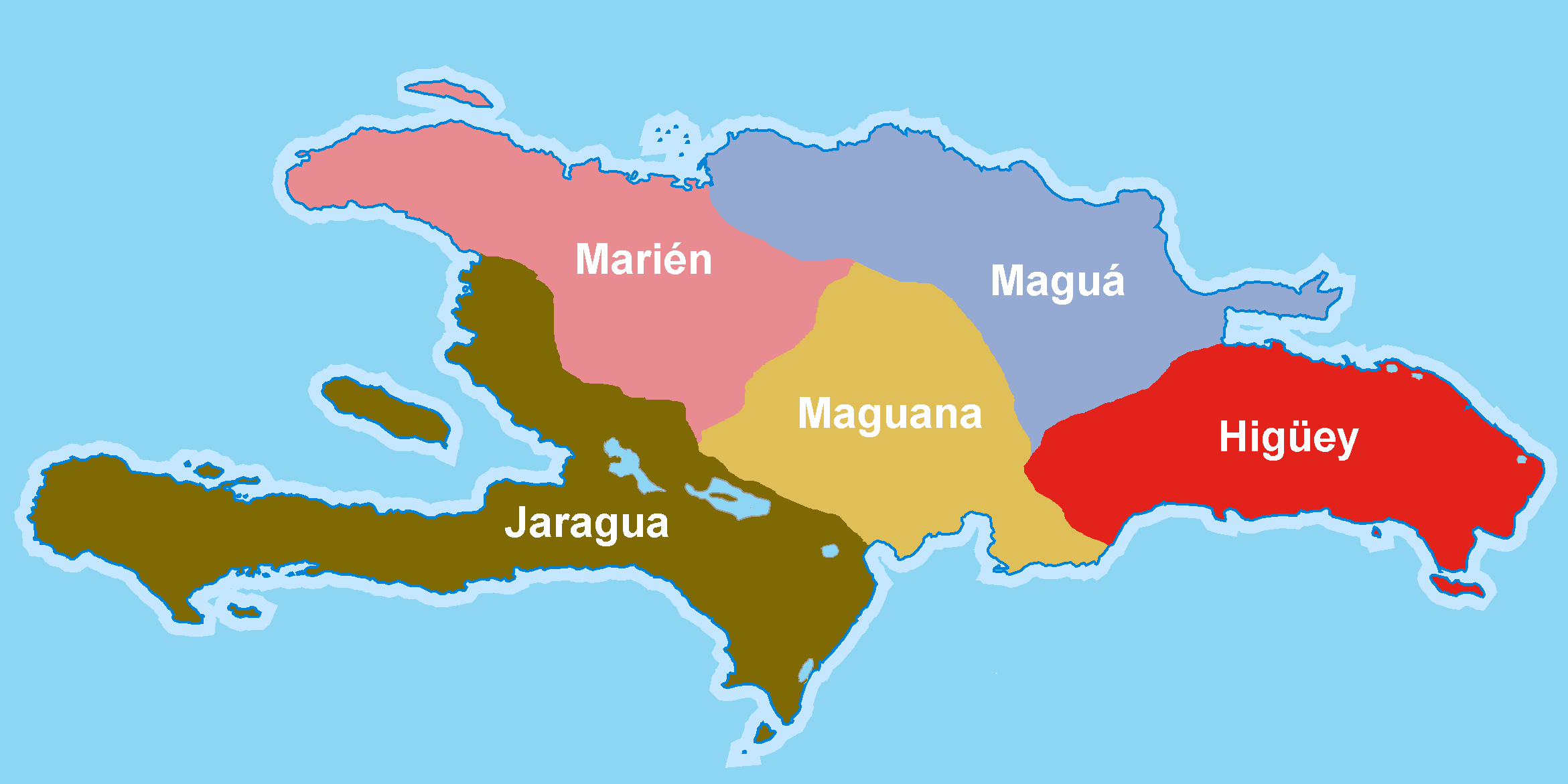
Provincies van Quisqueya

Op Hispaniola woonden de Ciboney-indianen die het eiland Quizqueya (moeder van alle landen) noemden. Rond het begin van de jaartelling arriveerde de Taíno-stam van de Arowakken, Zij noemden het Aïti (hoge berg) en verdreven de oorspronkelijke bevolking naar het westelijke deel. Van de 11e tot de 15e eeuw werd het eiland regelmatig overvallen door de Cariben.
In de tijd van het Taínovolk was Quisqueya verdeeld in vijf caciquazcos/cacicazgos (provincies). Deze cacicazgos waren verdeeld in nitaíno's (gemeenten). Het hoofd van een cacicazgo was een cacique.

#### Ontdekking door Christoffel Columbus

Route van eerste reis

In 1492 werd het eiland ontdekt door Christoffel Columbus en hij noemde het La isla española. Door het gebruik van de Latijnse benaming Hispaniola is de huidige naam ontstaan. Hij maakte vier reizen naar dit eiland en de omgeving.
Zijn eerste reis met drie schepen bracht Columbus, op 6 december 1492, bij Cape Môle op dit eiland. Hij maakte daar op 12 december de eerste tijdelijke verblijfplaats die hij La Concepción noemde. Ook bouwde men in december 1492 het fort La Navidad iets ten oosten van de huidige stad Cap Haitien. Het houten fort La Navidad werd bij Columbus' terugkeer in november 1493 volledig vernield teruggevonden zonder de achtergelaten Spanjaarden. In het jaar 1977 werden de vermoedelijke resten van La Navidad ontdekt bij het huidige dorp Bord de Mer de Limonade aan de baai van Cap-Haitien. National Geographic Magazine publiceerde de vermoedelijke archeologische vondst.
- Op 25 september 1493 vertrok Columbus voor de tweede reis naar Hispaniola, met 17 schepen en 1500 man. Er werden permanente vestigingen gebouwd zoals La Isabela en Concepción de La Vega.
- Op 30 mei 1498 vertrok Columbus voor zijn derde oversteek. In 1500 werd hij gearresteerd door de gevolmachtigde Francisco de Bobadilla en naar Spanje gestuurd.
- In mei 1502 mocht Columbus, met vier karvelen, vertrekken voor zijn vierde expeditie. Hij mocht echter niet bij Hispaniola komen, maar is daar toch even geweest vanwege een naderende orkaan.

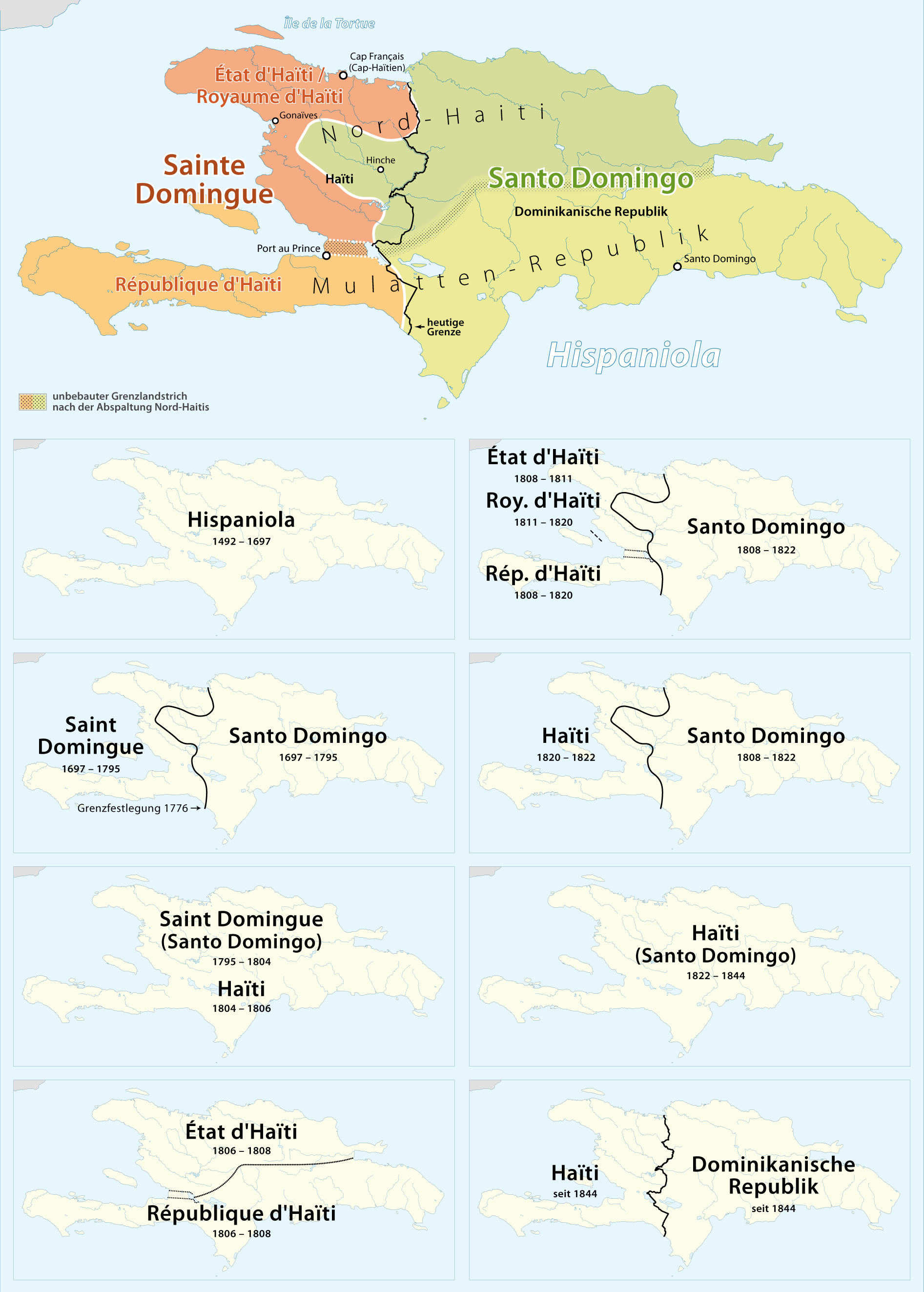
Verdeeld eiland

#### Santo Domingo en Saint Domingue
In 1668 begonnen de Fransen in het westen, zonder veel weerstand van de Spanjaarden, het eiland binnen te dringen. Tegen het einde van de 17de eeuw werden de Spaanse nederzettingen op Hispaniola onrendabel, onstabiel, en meer en meer genegeerd. Handel in, en arbeid van, slaven was een centraal onderdeel van het leven geworden. Suiker was het belangrijkste exportproduct, maar het was niet voldoende om de investering voor de Spaanse Kroon terug te verdienen. Door de nieuwe goudgebieden in het huidige Midden-Amerika en het failliet van de Spaanse kroon, werd het belang van Hispaniola als het Spaanse juweel in de Nieuwe Wereld al snel minder. Mede hierdoor moest Spanje in 1697, bij de Vrede van Rijswijk, een derde deel van Hispaniola formeel afstaan aan Frankrijk. Het Spaanse deel noemde men Santo Domingo (nu Dominicaanse Republiek) en het Franse deel werd Saint-Domingue (nu Haïti). De toenmalige grens tussen de twee staten loopt vrijwel gelijk met de hedendaagse situatie.

#### De Slavenopstand
Het einde van de 18e eeuw werd gekenmerkt door onzekerheid en opstanden. Op 22 augustus 1791 brak de Haïtiaanse Revolutie uit onder leiding van Toussaint Louverture, Jean-Jacques Dessalines en Henri Christophe. De slavernij in Haïti werd uiteindelijk in 1793 afgeschaft. Er ontstond een groeiend collectief van witte, zwarte en mulattensoldaten, onder leiding van de voormalige slaaf Toussaint Louverture. De Vrede van Bazel werd ondertekend in juli 1795, waarna de Britten de voormalige Spaanse gebieden probeerden te veroveren. Zij werden uiteindelijk in april 1798 door Toussaint Louverture van Hispaniola verdreven. In 1801 hadden de voormalige slaven vrijwel het gehele eiland in handen. Napoleon stuurde in november 1803 troepen naar het eiland. De Franse troepen werden echter door de opstandelingen, onder leiding van Jean-Jacques Dessalines, in 1804 verslagen. De voormalige slaven verklaarden zich onafhankelijk en namen het hele eiland in met de naam Haïti, naar de naam Aïti zoals het Taíno-volk het eiland noemde. Dit forceerde een massale uittocht van de gegoede burgerij uit Santo Domingo.
Men veronderstelt dat het verlies van Haïti heeft bijgedragen aan het besluit van Napoleon om in 1803 de Franse bezittingen in Noord-Amerika aan de Verenigde Staten te verkopen (de Louisiana Purchase).

#### De laatste verdeling
Vanaf 1838 ontstond de organisatie La Trinitaria die de onafhankelijkheid van het Spaanse deel nastreefde. Oprichter en leider was Juan Pablo Duarte. Samen met Francisco del Rosario Sánchez, Ramón Matías Mella en Pedro Santana werd een onafhankelijkheidsstrijd gevoerd waarna het oostelijk deel in 1844 de naam Repúblika Dominicána kreeg. Het westelijk deel behield de naam Haïti.

## De ondergang van de Taíno
De grote onderdrukking van het Taíno volk op Hispaniola begon na de slag dicht bij het kleine fort Santo Tomas in maart 1495. De plaats waar de strijd plaatsvond werd later Santo Cerro (heilige berg) genoemd.
De Taíno-indianen werden door slavernij en ziekten vrijwel uitgeroeid. In zijn Geschiedenis van nieuw Indië schreef de Spaanse priester Bartolomé de Las Casas over Hispaniola:

Er woonden 60.000 mensen op dit eiland, inclusief de Indianen; zodat tussen 1494 en 1508, meer dan drie miljoen mensen zijn bezweken door oorlog, slavernij, en in de mijnen. Wie in de toekomstige generaties zal dit willen geloven?

De Spaanse verschrikkingen die de indianen moesten ondergaan beschrijft hij in: Zeer kort relaas over de vernietiging van de Indiën
Rond 1503 werden de eerste slaven uit Afrika ingevoerd, om op de suikerrietplantages te werken, in plaats van de Indianen.
In 1522 brak de laatste grote opstand van de indianen uit onder leiding van Enriquillo, waarna in 1533 Enriquillo een akkoord verwierf met enkele rechten voor de indianen.
De volgende drie eeuwen heerst er een wrede samenleving, gebaseerd op klassenscheiding en slavernij.

## Geografie
- Het hoogste punt van het eiland en van het Caribisch gebied is de Pico Duarte met een hoogte van 3087 meter boven zeeniveau.
- Het laagste punt van het eiland en van het Caribisch gebied is het Enriquillomeer met een diepte van 36 meter onder zeeniveau.
- Er zijn verschillende zoutmeren, zoals Étang Saumâtre in Haïti en Enriquillomeer in de Dominicaanse Republiek.
- Hispaniola ligt op de Enriquillo-Plantain Garden-breuk, een van de breuklijnen tussen de Noord-Amerikaanse en Caribische Plaat.
- Hispaniola heeft 2 tijdzones: Dominicaanse republiek -4 UTC en Haïti -5 UTC

- Gemeinsame Normdatei: 4094983-7
- Nationale Bibliotheek van Tsjechië: ge633597
- Système universitaire de documentation: 027233472
- Virtual International Authority File: 316429345